# Bitschwiller-lès-Thann
Bitschwiller-lès-Thann è un comune francese di 2 125 abitanti situato nel dipartimento dell'Alto Reno nella regione del Grand Est.

## Società

### Evoluzione demografica
Abitanti censiti